# 尹焕章
尹焕章（1909年—1969年），字子文，河南南阳人，中国考古学者。早年肄业于河南大学，中华民国时期先后在中央研究院、中央博物院工作，抗日战争时期曾参与南京文物的押运、保管工作。中华人民共和国成立后，多次参与调查中国大陆、尤其是江苏境内的多处考古遗址，是湖熟文化的命名人之一。1969年因文化大革命去世。

## 生平

### 早年
尹焕章出生在南阳县双桥铺虎庙村，民国13年（1924年）进入位于南阳的河南省立第五中学（今南阳市第一中学校）就读，后肄业于河南大学预科。

### 中央研究院、中央博物院生涯
民国18年（1929年），尹焕章赴北平，进入中华民国中央研究院历史语言研究所史学组，在徐中舒的指导下负责整理故宫的明清内阁大库档案，同时在北京大学旁听明史课程。民国21年（1932年）随研究所南下上海。
民国22年（1933年），尹焕章被调入研究所的考古组，并在当年冬季受命赴安阳参与殷墟的第八次发掘工作，是其考古学专业生涯之始。民国23年（1934年）冬，尹焕章随研究所转至南京。自1933年其首次参与发掘，至1937年考古工作暂停，尹焕章先后在李济、梁思永和董作宾等考古学者的指导下参与了对安阳、濬县等地殷墟遗址的第8—15次发掘工作。抗日战争爆发后，尹焕章受命负责将文物自南京押送至大后方。
民国28年（1939年），随中华民国政府迁往重庆的尹焕章被调入中央博物院筹备处，赴乐山安谷乡参与西迁的珍贵文物保管工作。民国35年（1946年）抗日战争结束后，时任筹备处助理设计员的尹焕章运送文物回到南京，在博物院本部继续负责文物保管工作。

### 中华人民共和国时期
中华人民共和国成立后，中央博物院改名为南京博物院，尹焕章留任保管部主任，兼任治淮文物工作队副队长，协助队长曾昭燏进行田野工作。华东行政委员会设立华东文物工作队后，尹焕章担任副队长，率队支援河南郑州、福建闽侯等地的考古工作，发掘研究了一些新石器时代文化遗址。
1958年，华东大行政区撤销，华东文物工作队解散，南京博物院改属江苏省管辖，尹焕章出任江苏省文物管理委员会委员，辗转于江苏各地探查新石器时代遗址，主持了南京北阴阳营、锁金村，镇江癞鼋墩、文昌阁，新沂三里墩以及邳县大墩子、刘林等数个遗址的发掘工作。1959年，尹焕章与曾昭燏联合发表《试论湖熟文化》，“湖熟文化”概念由此首次被提出。
文化大革命爆发后，尹焕章被定性为“反动学术权威”“现行反革命”，1968年在“清理阶级队伍”运动中进入南京农学院江苏省文化艺术界学习班，并作为审查对象遭到审查。

## 逝世及身后
1969年，尹焕章去世，他的家属在他死后仍作为“反革命家属”被下放泗洪县王集公社劳动。文化大革命结束后，南京博物院等单位为他举行过纪念活动。